# Pieter de Keyser

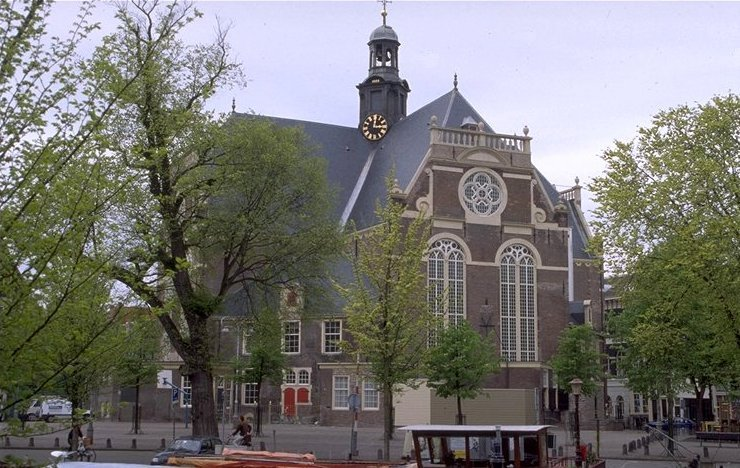
Die 1623 von Pieter de Keyser nach dem Tode seines Vaters vollendete Noorderkerk

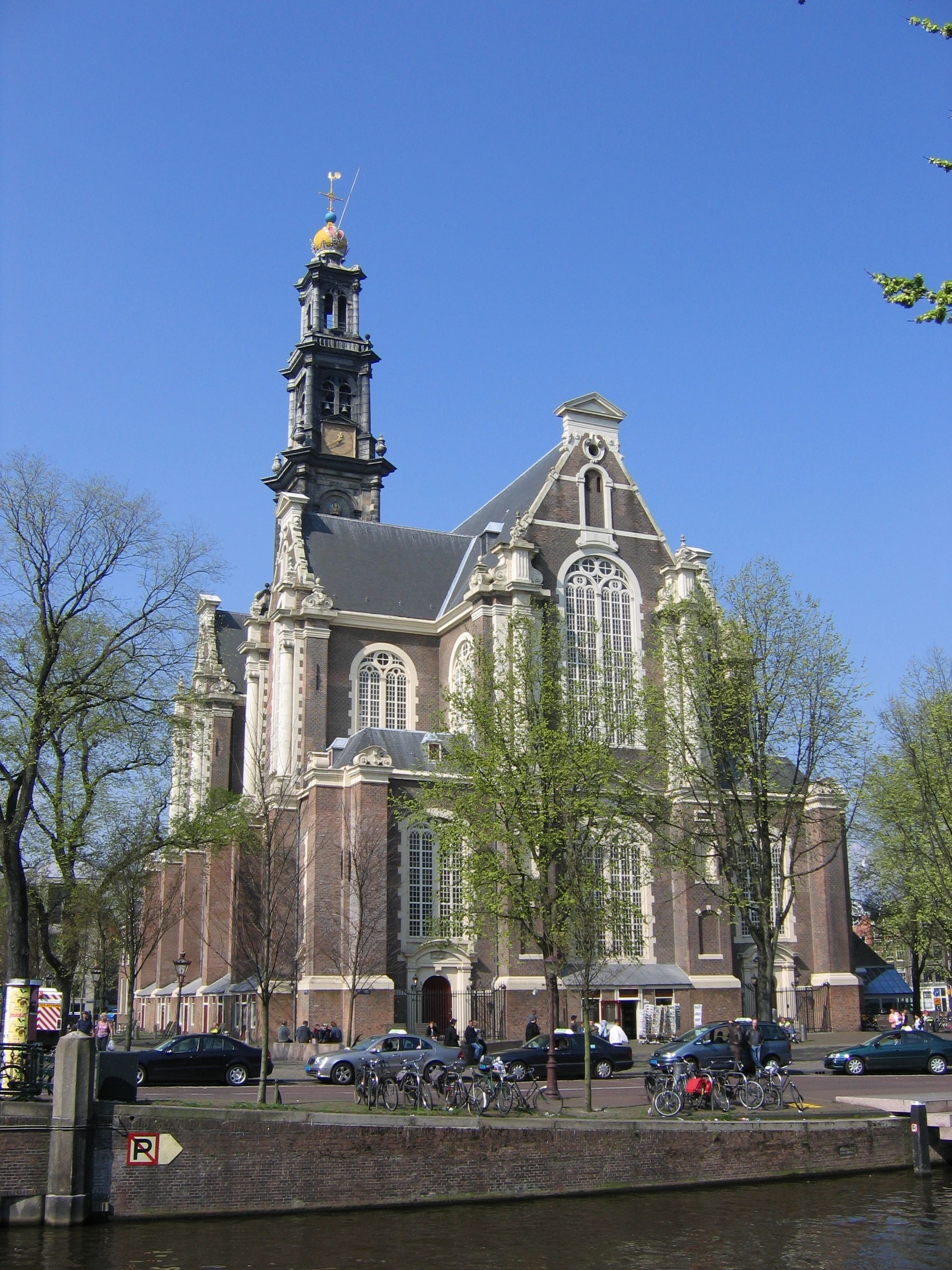
Die 1631 von Pieter de Keyser fertiggestellte Westerkerk

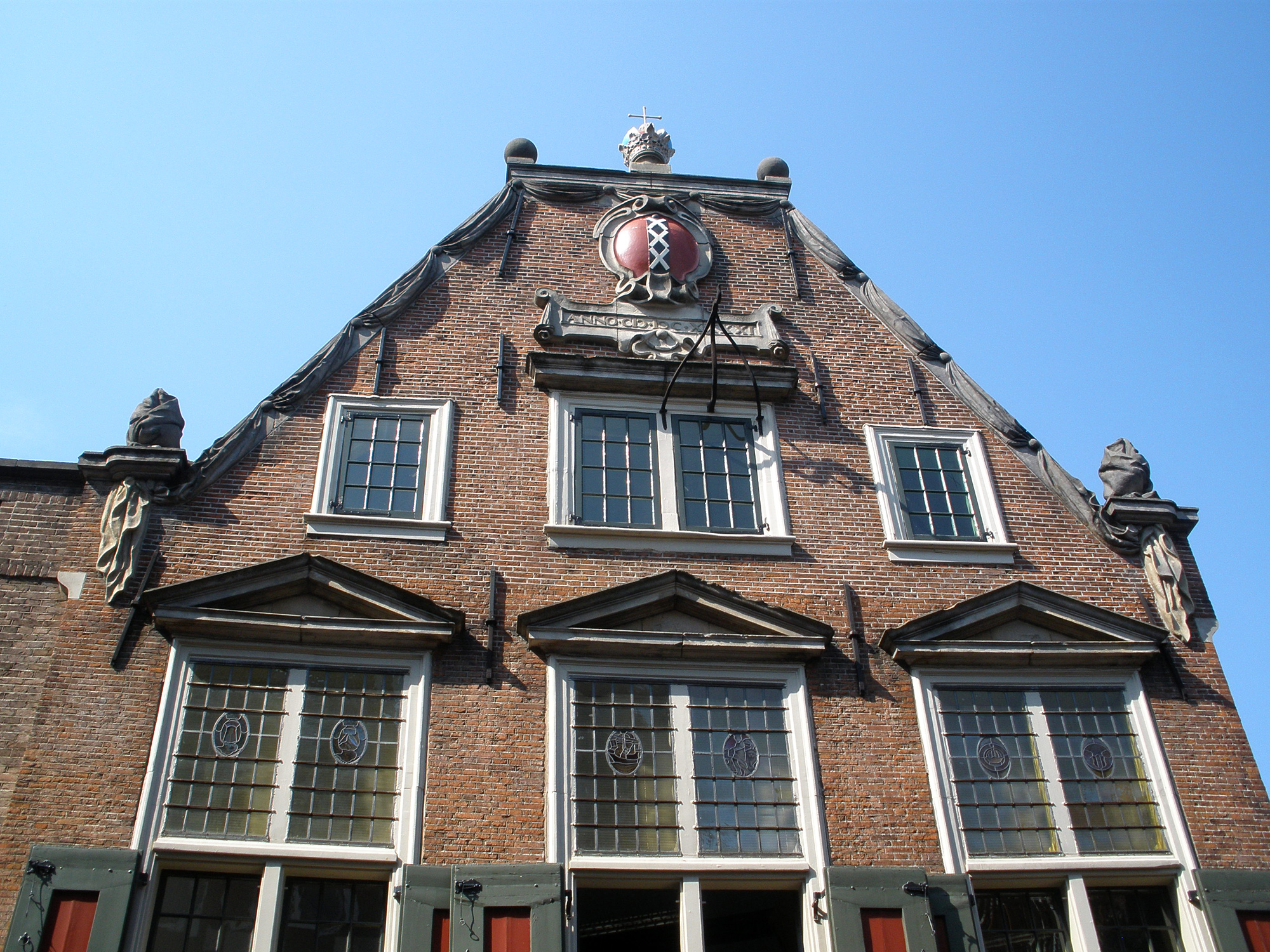
Die 1641 von Pieter de Keyser entworfene Saaihal in der Amsterdamer Staalstraat

Pieter de Keyser (* ca. 1595 in Amsterdam; † 15. September 1676 ebenda begraben) war ein niederländischer Baumeister und Bildhauer. Er führte den väterlichen Betrieb Hendrick de Keysers nach dessen Tod weiter und beendete einige von dem Vater zu Lebzeiten begonnene Bauwerke.

## Leben
Pieter de Keyser war der Sohn von Hendrick de Keyser und dessen Frau Beyken van Wilderen (* 1569 in Antwerpen, begraben am 23. November 1621 in Amsterdam). Er hatte drei Brüder, Willem und Hendrick, ebenfalls Bildhauer, und Thomas, der Maler wurde.
Er war dreimal verheiratet, 1623 mit Magdalena Geens, 1625 mit Magdalena Jacobs und 1639 mit Catharina Beghin of Bagijn. Nachkommen sind nicht bekannt. Aus seiner dritten Ehe ist ein Sohn bekannt, Cornelis de Keyser, getauft am 29. Juni 1642 in Amsterdam, der Kaufmann wurde.

## Werk
Im Auftrag seines Vaters übernahm Pieter de Keyser um 1617 den Bau von Huis Bartolotti an der Amsterdamer Herengracht (heute Herengracht 170–172). Nach dem Tod seines Vaters 1621 folgte er ihm als Stadtbildhauer nach und vollendete die Westerkerk, die Noorderkerk und das Huis met de hoofden an der Keizersgracht (heutige Hausnummer 123). Weiterhin beendete er das in der Delfter Nieuwe Kerk von seinem Vater 1614 begonnene Mausoleum für Wilhelm von Oranien. Er stellte die Arbeiten 1622 fertig. Auch das Denkmal des Erasmus von Rotterdam auf dem Delfter Marktplatz stammt von ihm.
Zu seinen anderen Arbeiten gehören die Saaihal in der Amsterdamer Staalstraat von 1641 und das Gebäude an der Kalverstraat, das heute das Amsterdams Historisch Museum beherbergt. Das Accijnshuis von 1637 wird hingegen hauptsächlich Jacob van Campen zugeschrieben; möglicherweise stammt der Entwurf von Peter de Keyser.
Der englische Nicholas Stone ging von 1603 bis 1613 bei Hendrick und Pieter de Keyser in die Lehre.